# جنگ استقلال کرواسی
جنگ استقلال کرواسی (به انگلیسی: Croatian War of Independence) جنگی بود که بین سال‌های ۱۹۹۱ تا ۱۹۹۵ و میان نیروهای کروات دولت کرواسی -که به‌تازگی از جمهوری فدرال سوسیالیستی یوگسلاوی اعلام استقلال کرده بود- و نیروهای صرب محلی یا ارتش مردمی یوگسلاو رخ داد.
این جنگ در کرواسی به جنگ میهنی (Domovinski rat) و تهاجم بزرگتر صربستان (Velikosrpska agresija) معروف است. درحالی‌که در منابع صربستانی از آن با عنوان جنگ در کرواسی (Рат у Хрватској / Rat u Hrvatskoj) یا جنگ در کراینا یاد شده‌است.

## زمینه‌های جنگ
در آن زمان اکثریت مردم کروات جدایی دولت کرواسی از جمهوری فدرال سوسیالیستی یوگسلاوی را خواستار بودند؛ در حالی‌که اکثریت مردم محلی صرب که در خاک کرواسی زندگی می‌کردند، با آن مخالف بودند. صرب‌ها وجود یک دولت صرب جدید را در داخل جمهوری فدرال سوسیالیستی یوگسلاوی و مشترک با آن می‌خواستند که بخشی از خاک بوسنی و هرزگوین با اقوام آن و کرواسی هم بخشی از آن می‌شد. صرب‌ها تلاش می‌کردند تا مناطق بیشتری از کرواسی را تصرف کنند.

## استقلال در ۱۹۹۱
کرواسی در ۲۵ ژوئن ۱۹۹۱ اعلام استقلال کرد ولی در عین حال موافقت کرد که با توافق بریونی این استقلال را به تعویق بیندازد.
در ۸ اکتبر همان سال تمام روابط باقی‌مانده خود را با یوگسلاوی قطع کرد.

## عملیات تهاجمی کرواسی
ارتش مردمی یوگسلاو ابتدا سعی کرد تا با اشغال تمام کرواسی، آن را در جمهوری فدرال سوسیالیستی یوگسلاوی نگه‌دارد. پس از شکست این کار، نیروهای صرب جمهوری صرب کراینا را در داخل خاک کرواسی تأسیس کردند. در آن زمان جمهوری صرب کراینا بیش از یک‌چهارم خاک کرواسی را در اختیار داشت. در سال ۱۹۹۵، کرواسی دو عملیات تهاجمی بزرگ را با نام‌های عملیات فلش و عملیات طوفان انجام داد و نیروهای کروات کنترل بخش‌های وسیعی از جمهوری صرب کراینا را بدست گرفتند که در نهایت منجر به پایان این جنگ شد.
این جنگ در ۱۲ نوامبر ۱۹۹۵پس از ۴ سال، ۷ ماه، ۱ هفته و ۵ روز پایان یافت.